# Nadège du Bospertus
Nadège du Bospertus (o Dubospertus; Montfermeil, 16 marzo 1968) è una supermodella e conduttrice televisiva francese. È conosciuta anche solo come Nadège.
Modella di successo e apprezzata conduttrice televisiva in Francia, Nadège vive a Milano; è testimonial di Make a Wish Italia.

## Biografia

### Primi anni
Nadège Dubospertus è nata a Montfermeil, in Francia, ereditando la carnagione ambrata e i tratti esotici dalla madre, originaria dell'isola La Réunion. Ha studiato economia all'università fino al 1988, quando è stata scoperta a Parigi da un giovane fotografo.
Con il suo sorriso spensierato, i capelli cortissimi e lo sguardo franco, Nadège ha riscosso subito un enorme successo, ottenendo in breve tempo la sua prima copertina per la rivista francese 20 Ans, ritratta dal fotografo Barbro Anderson.

### Carriera
La svolta decisiva della sua carriera è avvenuta quando Herb Ritts l'ha scelta per la pubblicità di una nota campagna internazionale di prodotti per capelli. In brevissimo tempo Nadège è apparsa sulle copertine delle più importanti riviste di moda internazionali, tra cui Marie Claire, Madame, Vitality, Elle, W, Gioia, Mirabella, Vogue, e ha lavorato con fotografi del calibro di Patrick Demarchelier, Arthur Elgort, Michel Comte, Albert Watson, Steven Meisel, Gilles Bensimon, Bruce Weber e, naturalmente, Herb Ritts.

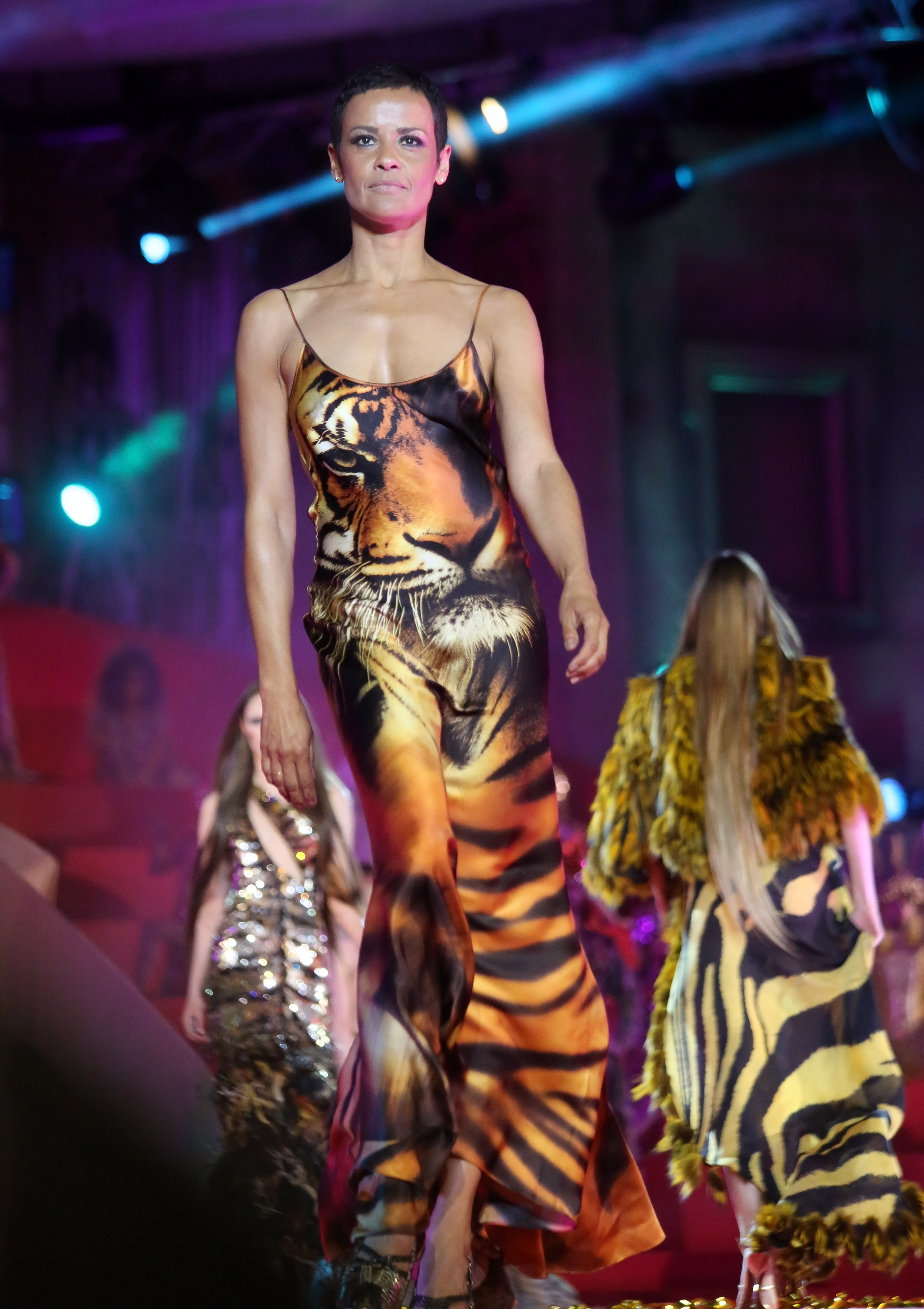
Nadège du Bospertus (Cavalli fashion show at Life Ball 2013)

Nadège è divenuta la protagonista di campagne internazionali, tra cui quelle di Ralph Lauren, Chanel, Sportmax, Versus di Gianni Versace e del Profumo Allure di Chanel. Ha sfilato per i maggiori stilisti di moda: Versace, Armani, Chanel, Les Copains, Valentino, Marco Coretti, Gai Mattiolo, Laura Biagiotti, Dior, Ralph Lauren, Calvin Klein e Azzedine Alaïa solo per nominarne alcuni.
Nel 1995 ha presentato il talk show televisivo Deja Dimanche, in onda ogni domenica sul canale France 2. Con le sue interviste ai più noti personaggi dello spettacolo, ha conquistato milioni di telespettatori francesi. Davanti a lei sono passati attori, cantanti, registi, ma anche colleghe, come Naomi Campbell e Carla Bruni, sua amica e testimone di nozze. Nel 1996 ha fatto una comparsata nel video della canzone Fastlove di George Michael. Nel 1999 Mercedes-Benz l'ha scelta come testimonial della campagna europea per il lancio della nuova auto Smart.
Nadège si è offerta per un'apparizione speciale in passarella per la sfilata SS del 2000 di Roberto Cavalli. Nell'aprile 2002, è ritornata sulle passerelle per celebrare i 25 anni di Gianfranco Ferré in occasione del suo gala. Nella stessa stagione è stata anche il volto nuovo della campagna stampa di Maria di Ripabianca, scattata da Michelangelo Di Battista. Dal 2007 ha partecipato in qualità di giurata al programma televisivo di Sky Vivo Italia's Next Top Model, ruolo a cui si è appassionata finendo per essere una presenza costante in tutte e tre le edizioni.
Nel 2008, durante la settimana della moda milanese, è tornata in passerella per la sfilata di DSQUARED2 in cui si è divertita a recitare nel ruolo del celebre trio delle “Charlie's Angels” insieme con Fernanda Tavares ed Esther Cañadas. All'inizio del 2009 è stata protagonista di una serie di scatti realizzati da Bob Krieger ed esibiti in occasione dell'evento di inaugurazione della fiera First di Vicenzaoro. Successivamente, il fotografo Settimio Benedusi l'ha scelta per realizzare gli scatti della campagna AI2009/10 di Enzo Fusco.
Nel 2018 ha pubblicato libro Strong & chic. Scelte di vita e di stile di una parigina mezza milanese (Vallardi).

## Vita privata
Ha tre figli: Luigi, Daniel, Mathias.

## Agenzie
- Women Management - Milano
- Mega Model Agency - Hamburg*Mega Model Agency - Nadege du Bospertus
- Storm Model Agency Londra
- Premier Model Management
- Milk Model Management London*MiLK Model Management